# Fonds national d'amorçage
Pour les articles homonymes, voir FNA.
Le Fonds national d'amorçage (FNA) est, en France, un fonds de fonds destiné à participer au financement des fonds d'investissement intervenant à l'amorçage. Il a été créé dans le cadre du programme des investissements d'avenir (PIA ou « Grand Emprunt ») et est opérationnel depuis le 24 juin 2011. Il est géré par CDC Entreprises. Il a pour but d'améliorer le financement en fonds propres des petites et moyennes entreprises innovantes qui se créent dans les secteurs technologiques définis comme prioritaires par la stratégie nationale pour la recherche et l'innovation à savoir la santé, l'alimentation et les biotechnologies, l'information, la communication et les nanotechnologies, l'urgence environnementale et les écotechnologies.

## Présentation du FNA

### Cadre réglementaire
En application de loi no 2010-237 du 9 mars 2010 de finances rectificative pour 2010, le FNA est constitué sous la forme d'un fonds commun de placement à risques (FCPR).
En application de la loi et après avis favorable de la commission de surveillance de la Caisse des dépôts et consignations, il a été décidé de confier la gestion du FNA à la Caisse des dépôts et consignations, étant entendu que la Caisse des dépôts et consignations réalisera sa mission avec sa filiale CDC Entreprises, société de gestion agréée par l'Autorité des marchés financiers. À ce titre, une convention a été le 14 juillet 2010 entre l'État et la CDC afin de confier à cette dernière la gestion du FNA.
La mise en œuvre du FNA a été autorisée par la Commission européenne le 20 avril 2011,
Il est opérationnel depuis le 24 juin 2011

### Capacité d'investissement du FNA
Le FNA a une durée de vingt ans, prorogeable. Sa période d’investissement est de 4 ans, également prorogeable. Le FNA est doté de 600 millions € et doit investir des montants compris entre 5 et 35 millions €.
En application de la loi, le FNA s'est vu doté d'une première somme de 400 millions d'euros.
Dans le cadre des décisions annoncées par Nicolas Sarkozy, Président de la République le 4 mars 2010 en clôture des États généraux de l'industrie, le FNA devra viser « à mobiliser, au travers de ses différents investissements, un montant global de 100 millions d'euros au bénéfice d'entreprises hébergées par les incubateurs mis en place par les grandes écoles et les universités ou créées par de jeunes diplômés ou étudiants issus des établissements d'enseignement supérieur ».
La convention CDC-État indiquait, également, à titre indicatif que le FNA « pourrait financer de l'ordre de 20 projets de fonds pour un montant moyen de 18 millions €. Il est cependant difficile de prévoir, à un horizon de quatre à cinq ans (période d'investissement indicative), le nombre et la nature des projets qui seront financés par le Fonds national d'amorçage ».
Le 1er février 2012, Éric Besson, ministre chargé de l'économie numérique, a indiqué que 200 millions d'euros seraient transférés du Fonds national pour la société numérique (FSN) au FNA afin de soutenir l'amorçage dans le secteur du numérique. Le 26 avril 2012, la Commission européenne a autorisé l'augmentation de la dotation du FNA. Un avenant du 9 mai 2012 a procédé au transfert des 200 millions d'euros supplémentaires.
Dans un rapport de l'inspection générale des finances du mois de janvier 2012, l'IGF jugeait les ressources du FNA « élevées au vu des montants investis annuellement en amorçage entre 2008 et 2011 » et recommandait de « réallouer 20 millions d'euros en faveur du prêt participatif à l'amorçage géré par Oséo ».

### Le FNA par rapport aux autres dispositifs
Le FNA inscrit dans le programme d'investissements d'avenir présente un caractère exceptionnel et se distingue des missions habituelles de CDC. Il présente toutefois des articulations avec le dispositif France Investissement, géré par CDC Entreprises et financé par la Caisse des dépôts, relayée depuis mi-2009 par le Fonds stratégique d'investissement.
Le dispositif FSI France Investissement a été lancé par les pouvoirs publics et la Caisse des dépôts en novembre 2006, en partenariat avec des investisseurs institutionnels privés. Les orientations d'investissement définies dans le cadre de ce partenariat public-privé privilégient l'investissement dans des fonds de capital risque et dans des fonds de capital développement destinés aux petites et moyennes entreprises et fixent aux partenaires un objectif d'investissement minimum à l'amorçage à hauteur de 10 % des montants totaux investis (au travers de fonds d'amorçage ou de fonds généralistes dédiant une partie de leurs investissements à l'amorçage).
Par rapport au dispositif FSI France Investissement, le FNA doit renforcer par son action les fonds d'amorçage destinés aux entreprises technologiques dans les secteurs prioritaires retenus par le programme d'investissements d'avenir, alors que le dispositif FSI France Investissement investira plus largement dans des fonds d'amorçage finançant la création d'entreprises dans tous les secteurs.
Il doit aussi renforcer les capacités d'intervention à l'amorçage des fonds d'amorçage ou des fonds de capital risque (dans ce dernier cas sous la forme d'une enveloppe destinée à l'amorçage gérée par les gestionnaires de ces fonds), alors que le dispositif FSI France Investissement renforce plus globalement les capacités d'intervention des fonds de capital risque (intervention à l'amorçage et/ou dans les phases ultérieures).

## Les investissements du FNA
L'objectif du Fonds national d'amorçage (FNA) est d'assurer l’émergence des PME les plus innovantes et soutenir leur croissance, en renforçant les fonds d’investissement intervenant dès l’amorçage, pour améliorer le financement en fonds propres de ces entreprises.

### Les bénéficiaires du FNA
Selon la convention CDC-État, les bénéficiaires directs du FNA sont les fonds d'investissement suivants :
- soit des fonds liés à des organismes de recherche ou d'enseignement supérieur (« fonds de préamorçage ») et destinés au financement et à l'accompagnement d'entreprises en phase d'amorçage. Par leurs liens privilégiés avec les sociétés de valorisation des organismes de recherche, des universités ou des grandes écoles, ils interviennent en tant que conseil dans le processus de valorisation de la recherche en contribuant à la réflexion stratégique qui précède la décision de création d'entreprise. Ils financent, selon une approche sélective, les entreprises créées et leur apportent un accompagnement stratégique ;
- soit des fonds autonomes de type fonds d'amorçage ou fonds de capital risque qui peuvent réaliser des investissements en phase d'amorçage. Ils peuvent prendre le relais des fonds de préamorçage et peuvent aussi financer des entreprises innovantes non issues de recherche publique.

Les fonds bénéficiaires du FNA doivent être des « fonds d'envergure nationale ou des fonds d'envergure locale ».
En outre, la convention prévoit qu'une « cohérence d'ensemble sera recherchée entre les fonds d'amorçage qui seront financés par le Fonds national d'amorçage et les structures de valorisation de la recherche (SATT) qui seront financées par ailleurs dans le cadre du programme d'investissements d'avenir. De la même manière, les modalités d'investissement du Fonds national d'amorçage viseront à permettre le développement d'entreprises innovantes issues des projets soutenus au titre de l'emprunt national, notamment des pôles de compétitivité et des Instituts de recherche technologique ».
Les principales caractéristiques des fonds bénéficiaires seront les suivantes :
- en termes de forme juridique : préférentiellement des FCPR ou, le cas échéant, des sociétés d'investissement ;
- en termes de durée du fonds : au maximum quinze ans, prorogeable avec l'accord du Fonds national d'amorçage ;
- en termes de période d'investissement : quatre ans, prorogeable avec l'accord du Fonds national d'amorçage.

### La stratégie d'investissement du FNA
En matière d’investissement, le FNA se doit de respecter plusieurs principes :
- avoir une approche d'investisseur avisé, « basée sur la sélectivité dans le choix des fonds et équipes associées et sur la recherche de rentabilité »;
- s’appuyer de manière préférentielle sur des « équipes de gestion existantes avec une possibilité d'élargissement à de nouvelles équipes porteuses de nouveaux projets de fonds réunissant les conditions de succès nécessaires ; les fonds et équipes associées seront sélectionnés sur la base de critères exigeants, notamment l'expérience et les compétences réunies par l'équipe, la capacité d'accompagnement des entreprises, la stratégie d'investissement du fonds et la capacité à accéder à un flux de projets de qualité ».

Le FNA doit investir dans des « fonds atteignant une taille suffisante appréciée sur la base du modèle économique du fonds (dimension de l'équipe, nombre d'investissements visé, capacité de refinancement recherchée) et des secteurs visés (certains secteurs étant plus capitalistiques comme les biotechnologies par exemple) » et de « manière préférentielle dans des fonds dont les équipes arrivent à mobiliser des cofinancements publics et privés afin d'accroître l'effet de levier (notamment par apports des investisseurs tiers dans le fonds et capacités de co-investissement disponibles dans d'autres fonds sous gestion de l'équipe) ».
D’un point de vue opérationnel, le FNA est constitué sous forme de FCPR et géré par CDC Entreprises. CDC Entreprises se charge ainsi de la sélection des fonds et des équipes de gestion sur la base de plusieurs critères. En particulier, la rémunération des équipes de gestion doit respecter les conditions du règlement du FCPR.
La Convention CDC-État prévoit à ce titre que « la rémunération des fonds bénéficiaires (devra être) compatible avec des niveaux globaux de marché et prendra en compte les objectifs fixés par l'État, notamment en matière de développement du tissu industriel, de valorisation de l'innovation et de création d'emploi. Cette rémunération ne s'appuiera pas sur le système du carried-interest ».
Ainsi, la rémunération des fonds doit respecter les principes suivants : une rémunération fixe raisonnable au regard des pratiques de marché ; une rémunération variable donnant accès à une partie de la plus-value finale dégagée par le fonds.

### Les entreprises bénéficiaires
Selon la convention CDC-État, les bénéficiaires finaux du FNA seront les entreprises innovantes à fort potentiel de croissance, qui seront financées et accompagnées dans la durée par les fonds bénéficiaires directs du FNA.
Les entreprises bénéficiaires, au moment où elles recevront un premier financement du fonds bénéficiaire du FNA, doivent répondre aux caractéristiques suivantes :
- de "petites entreprises" au sens de l'annexe I du règlement (CE) no 800/2008 de la Commission du 6 août 2008 déclarant certaines catégories d'aide compatibles avec le marché commun en application des articles 87 et 88 du traité (règlement général d'exemption par catégorie) ;
- de moins de 8 ans ; et
- innovantes.

Le financement des entreprises par le fonds bénéficiaire du FNA sera réalisé selon les principes suivants :
- le financement initial interviendra en phase d'amorçage ou en phase de démarrage au sens communautaire ;
- la participation des investisseurs publics au capital de l'entreprise bénéficiaire devra être inférieure à 50 % du capital ;
- le refinancement des entreprises financées, en optimisant l'effet de levier par des investisseurs privés, sera possible ;
- dans tous les cas, le montant de chaque tranche de financement sera plafonné à 1,5 million € par entreprise et par période d'un an ;
- le financement prendra la forme de capital ou quasi-capital selon les conditions de marché, pari passu avec les autres investisseurs en cas de co-investissement ;
- les plans d'affaires des entreprises sous-jacentes financées devront comprendre des indications détaillées sur les perspectives de rentabilité du projet ;
- les stratégies de désengagement pour chaque investissement devront être claires et réalistes et compatibles avec la durée du fonds bénéficiaire.

## Les investissements réalisés par le FNA

### Volume et rythme des investissements prévisionnels du FNA
Selon la convention CDC-État, le FNA investit progressivement (sur une période de quatre ans prorogeable) dans des fonds, en souscrivant soit des parts de fonds (FCPR) soit des actions de sociétés d'investissement. Les fonds bénéficiaires investiront eux-mêmes progressivement (sur une période de quatre ans prorogeable) dans des entreprises puis pourront refinancer ces entreprises au-delà de la période d'investissement. Enfin, les fonds bénéficiaires demanderont au FNA de libérer le montant de son engagement financier au rythme de leurs besoins financiers, et le FNA demandera à l'État de libérer le montant de son engagement financier au rythme des besoins exprimés par les fonds bénéficiaires.
En mai 2012, le rythme et le volume prévisionnels indicatifs des décaissements demandés à l'État, sur les cinq premières années, étaient les suivants :
|                       | 2011 | 2012 | 2013 | 2014 | 2015 |
| --------------------- | ---- | ---- | ---- | ---- | ---- |
| Décaissements         | 4    | 35   | 53   | 65   | 68   |
| Décaissements cumulés | 4    | 39   | 92   | 157  | 225  |
| % du total            | 1 %  | 7 %  | 15 % | 26 % | 38 % |

Il était également prévu que les décaissements se poursuivront sur la durée de vie résiduelle du FNA en fonction des appels de fonds émanant des fonds bénéficiaires. (L'année N correspond à la première année d'activité du FNA).

### Les investissements réalisés et les bénéficiaires du FNA
Selon la convention, le Fonds national d'amorçage pourrait financer de l'ordre de 30 projets de fonds pour un montant moyen de 19 millions d'euros.
Le FNA a, à fin juin 2012, sélectionné 15 fonds d’amorçage parmi lesquels 6 (dont deux fonds interrégionaux) ont terminé leur première levée de fonds, donnant lieu à une souscription de 102,5 M€ par le FNA.
À fin mai 2013, le FNA a souscrit au capital de 11 fonds pour un engagement total de 192,2 M€ (soit environ 17,4 M€ d'engagement moyen).
| N° | Date                           | Nom du fonds d'amorçage                                    | Dotation du fonds                  | Partenaires | Montant provenant du FNA | Secteur | Entreprises bénéficiaires |
| -- | ------------------------------ | ---------------------------------------------------------- | ---------------------------------- | --- | ------------------------ | --- | --- |
| 1  | 12 janvier 2012                | Inserm Transfert Initiative                                | 35,5 M€                            | CDC Entreprises (FSI France investissement), Inserm/Inserm Transfert, Sham, Abbvie, Boehringer Ingelheim Venture Fund, GlaxoSmithKline, Ipsen, LFB Biotechnologies, MSD France, Sanofi, Shire et Pfizer | 15 M€                    | société d’amorçage et de pré-amorçage en sciences de la vie adossé à un organisme de recherche publique en France | Eyevensys, Axilum Robotics et BioAxial |
| 2  | 18 avril 2012                  | Technocom 2                                                | 30 M€                              | Nokia, Orange, Groupe SEB et Soitec | 18,7 M€                  | Créations d’entreprises issues de la recherche publique, académique ou industrielle française, dans les technologies numériques appliquées aux réseaux, à l’énergie, à la maison intelligente et à la santé. Cinq domaines techniques sont privilégiés : matériaux et composants, intégration de systèmes logiciels dans ces composants, communication entre objets et avec l’utilisateur, gestion des données, connectivité très haut débit. Technocom 2 prévoit de financer et d’accompagner une quinzaine de jeunes entreprises à fort potentiel de croissance | Air Lynx, CAILabs, Cozy Cloud, Exagan, Feeligreen, Green Communications, G2Mobility, I-ten, Kolibree, Predicsis, Rob-art |
| 3  | 18 juin 2012 8 novembre 2013   | GO Capital Amorçage                                        | 56,7 M€ (30 M€ au premier closing) | Régions Basse-Normandie, Bretagne, Haute-Normandie et Pays de la Loire, Crédit Mutuel Arkéa, les huit Caisses régionales du Crédit Agricole et la Caisse d'épargne de Normandie, FEI (15 M€) | 26,55 M€                 | A vocation d'investir dans des sociétés technologiques en création ou à la recherche d’un premier financement significatif pour développer leurs ventes. Le fonds couvrira tous les domaines technologiques et innovants, bien représentés dans le Grand Ouest : numérique, santé et médical, alimentation et biotechnologies, écotechnologies, sciences des matériaux et nanotechnologies. | Aqualeg, Atlanthera, Biosims Technologies, BodyCap, Carlina Technologies, Celenys, Diafir, Diwel, Effinov Nutrition, Inflectis Biosciences, Ionwatt, Notéo Solutions, Pod Programming, Qivivo, Robocath, Sabella, Spreading Apps |
| 4  | 31 août 2012                   | Emergence Innovation 1                                     | 25,5 M€                            | Caisses régionales de Crédit Agricole et les Caisses d'Epargne Auvergne-Limousin et Languedoc-Roussillon ; Géré par Sofimac Partners et Soridec | 15,3 M€                  | Financement de start-up de tous secteurs d'activité dont les besoins se situent entre 0,5 et 3 millions d'euros | n/a |
| 5  | 20 septembre 2012              | Demeter 3 Amorçage                                         | 43 M€                              | Fonds Européen d’Investissement, au travers du Programme-cadre de l'Union Européenne pour la compétitivité et l'innovation (CIP), Suez Environnement-Blue Orange, Air Liquide, IFP Énergies Nouvelles ; Géré par Démeter Partners                                                                                        | 15 M€                    | Demeter 3 Amorçage investira dans de très jeunes sociétés européennes (principalement françaises, allemandes et espagnoles) des secteurs éco-industries (traitement de l’eau, de l’air, des déchets, chimie verte…) et des éco-énergies (intégration des énergies renouvelables, bâtiments basse consommation, efficacité énergétique…). Ces entreprises devront disposer de barrières technologiques fortes, et mettre en œuvre des collaborations avec des centres de recherche publiques ou privés et à un stade de pré-commercialisation.                     | Levisys, Sunna Design |
| 6  | 12 octobre 2012                | Elaia Alpha Fund                                           | 45 M€                              | Fonds Européen d’Investissement, Pactinvest (Groupe SMA) et des entrepreneurs expérimentés de l’économie numérique ; Géré par Elaia Partners | 19,8 M€                  | Elaia Alpha investit dans des sociétés, nouvellement créées, proposant des solutions de rupture dans l’économie numérique. Les montants de son intervention au stade de l’amorçage sont compris entre 500 k€ et 1 M€ | n/a |
| 7  | 20 novembre 2012               | IRDInov fonds interrégional d’amorçage du Sud-Ouest        | 25,2 M€                            | IRDI (4 M€), les Régions Midi-Pyrénées (2 M€) et Aquitaine (2 M€), ainsi que la Caisse d’Epargne de Midi-Pyrénées, Grand Sud Ouest Capital, les Caisses Régionales du Crédit Agricole Aquitaine, Pyrénées Gascogne, Nord Midi-Pyrénées et Toulouse 31, BNP Paribas et des industriels privés pour 2,2 M€ ; Géré par IRDI | 15 M€                    | projets de spin off d’entreprises issues des organismes de recherche publics ou privés dans tous les secteurs d’activité innovants (agro-industrie, aérospatial, santé, informatique, télécoms, chimie, énergie, environnement…), sur un espace géographique composé de l’Aquitaine, de Midi-Pyrénées et du Limousin | n/a |
| 8  | 11 décembre 2012               | Angel Source                                               | 20 M€                              | Business angels ; Géré par iSource | 18 M€                    | sociétés en phase d’amorçage agissant dans les domaines des technologies de l’information et de l’économie numérique, ainsi que leurs applications dans les cleantechs et la santé | n/a |
| 9  | 28 janvier 2013 - 8 avril 2014 | Cap Décisif 3                                              | 45 M€                              | FEI, Région Île-de-France (15m€), SHAM (2m€), Agrica (1m€), Revital’Emploi + d'autres souscripteurs ; Géré par Cap Décisif | 25 M€                    | sociétés, nouvellement créées, proposant des solutions de rupture dans l’économie numérique, la santé, les sciences de l’ingénieur et le développement durable | n/a |
| 10 | 3 avril 2013                   | ATI Amorçage Technologique Investissement                  | 38 M€                              | CEA et CEA Investissement (13m€), investisseurs industriels (EDF, Safran et bioMérieux) (7m€) ; Géré par CEA Investissement | 18 M€                    | entreprises nouvelles autour des technologies pour l’Énergie et l’Environnement, la Santé, la Sécurité, les micro et nanotechnologies, et les technologies pour l’industrie | n/a |
| 11 | 1 janvier 2013                 | Partech Entrepreneur                                       | 30 M€                              | BNP Paribas, Econocom et des 40 serial Entrepreneurs basés en France et dans la Silicon Valley ; Géré par Partech |                          | | |
| 12 | 21 mai 2013                    | Fonds d'amorçage biothérapies innovantes et maladies rares | 50 M€                              | AFM-Téléthon (30m€) ; Géré par CDC Entreprises | 20 M€                    | Ce fonds a pour objet d’investir au capital de sociétés nouvelles dont l’objet est de : favoriser les projets thérapeutiques visant à offrir aux patients atteints de maladies rares l’accès à des traitements innovants et de permettre l’émergence de traitements pour des pathologies fréquentes à partir des innovations thérapeutiques développées pour ces maladies rares. | n/a |
| 13 |                                | Emertec 5                                                  | 47,5 M€                            | | 23 M€                    | | |
| 14 | 29 janvier 2014                | Quadrivium 1                                               | 35,5 M€                            | Natixis (10m€), CNP Assurances, AG2R la Mondiale, Malakoff Mederic et Revital’Emploi ; Géré par Seventure Partners | 20 M€                    | Entreprises liées aux établissements de Sorbonne Universités, en technologies de l’information et de la communication (informatique, internet, télécom, robotique), des sciences du vivant (biotechnologies, santé) et dans les secteurs à la croisée de ces grands domaines (cleantech, environnement, technologies numériques appliquées à la santé) | n/a |
| 15 |                                | R2V                                                        |                                    | |                          | | |
| 16 |                                | Auriga Bioseeds I                                          |                                    | |                          | | |
| 17 | 26 novembre 2014               | Cap Innov'Est                                              | 36 M€                              | Régions Alsace, Franche-Comté et Bourgogne, EDF, Caisses d’Epargne d’Alsace et de Bourgogne et BNP Paribas ; Géré par Alsace Capital et Invest PME (Groupe Siparex) | 20 M€                    | Le fonds Cap Innov’Est investira dans de jeunes entreprises innovantes et technologiques, à fort potentiel, des secteurs de la santé, du numérique, du développement durable, de l’énergie, des nouvelles mobilités et des sciences de l’ingénieur. Ces entreprises devront être situées dans les régions Alsace, Bourgogne et Franche-Comté. | BioNext, DTA Medical, Inoviem Scientific, Synovo, Anagenesis Biotechnologies, Infinite Vision Optics, IIN Medical, Tetrane, Percipio, OpenCell                                                                                   |

#### Fonds en cours de levée (rumeurs)
| Date            | Nom du fonds d'amorçage                                | Montant espéré | Partenaires                                                                                                 | Montant provenant du FNA | Secteur | Entreprises bénéficiaires |
| --------------- | ------------------------------------------------------ | -------------- | --- | ------------------------ | --- | ------------------------- |
| 19 octobre 2012 | "R2V" Fonds inter-régional d’amorçage Rhône-Alpes PACA | 40 M€          | Régions Rhône-Alpes et PACA, Banques, Assurances, Family offices ; géré par Rhône-Alpes Création et Viveris | 18 M€                    | L’objectif est de pouvoir soutenir, en amorçage donc, des entreprises des deux régions, actives dans les secteurs IT, sciences de la vie et cleantechs et fondées sur des technologies issues de la recherche publique ou des groupes industriels | n/a                       |

Le fonds R2V a réalisé un premier closing